# Daryna Maxymets
 (mars 2022).
Daryna Maxymets (en ukrainien : Дарина Степанівна Максимець ; 28 octobre 1956) est une journaliste ukrainienne, éditrice, présidente de l'Association des femmes d'affaires de Bucovine, journaliste émérite d'Ukraine (en) (2002) et directrice de la maison d'édition « Bukrek (en) » (Tchernivtsi). Elle vit et travaille à Tchernivtsi.

## Biographie
Daryna Maxymets est née le 28 octobre 1956 dans le village de Potelych, raion de Zhovkva, Oblast de Lviv.
Elle est l'épouse de Mykola Maxymets, rédacteur en chef de Bukrek et écrivain.